# Weight of the World (песня Ринго Старра)
«Weight of the World» — песня, написанная Brian O’Doherty и Fred Velez. Записана в 1991—1992 Ринго Старром для его альбома 1992 года Time Takes Time (продюсер записи Дон Уоз).
Выпущена Старром также на синглах к альбому: как 7" виниловый сингл с би-сайдом «After All These Years» (авторы Ричард Старки и Johnny Warman); как CD-сингл, где би-сайдов было два — «After All These Years» и «Don’t Be Cruel» (песня, записанная во время сессий записи альбома, но в альбом не вошедшая); оба би-сайда спродюсированы Джеффом Линном.
Сингл в британском чарте синглов поднялся до 74-го места, пробыв в чарте одну неделю.

## Список композиций
| №  | Название                | Автор(ы)                    | Длительность |
| -- | ----------------------- | --------------------------- | ------------ |
| 1. | «Weight of the World»   | Brian O’Doherty, Fred Velez | 3:54         |
| 2. | «After All These Years» | Ричард Старки, Warman       | 3:10         |

| №  | Название                | Автор(ы)                     | Длительность |
| -- | ----------------------- | ---------------------------- | ------------ |
| 1. | «Weight of the World»   | Brian O’Doherty, Fred Velez  | 3:54         |
| 2. | «After All These Years» | Ричард Старки, Johnny Warman | 3:10         |
| 3. | «Don’t Be Cruel»        | Отис Блэкуэлл, Элвис Пресли  | 2:08         |

## Участники записи
- Ринго Старр — вокал, барабаны, перкуссия
- Benmont Tench — клавишные
- James "Hutch" Hutchinson — бас-гитара
- Mark Goldenberg — гитара
- Andy Sturmer и Roger Manning (из группы Jellyfish) — бэк-вокал